# FURPS
FURPS是功能（function）、易用性（usability）、可靠度（reliability）、性能（performance）及可支援性（supportability）五個詞英文字首的縮寫，是一種識別軟體品質屬性的模型。其中功能部份對應功能需求，另外四項則是軟體系統中重要的四項非功能性需求，有時會特別用URPS來表示此四項非功能性需求。
FURPS可分為以下五項：
- 功能需求（Function）：功能集、能力、通用性、保安性。
- 易用性（Usability）：人因、美學、一致性、說明文件。
- 可靠度（Reliability）：故障頻率及嚴重程度、可恢復性、可預見性、準確性、修復前平均時間（MTTF）。
- 性能（Performance）：速度、效率、資源消耗、吞吐量、反應時間量。
- 可支援性（Supportability）：易测性、延伸性、适应性、可維護性、相容性、 可配置性（Configurability）、可服務性（Serviceability）、可安裝性（Installability）、本地化能力（Localizability）、可攜性（ Portability）。

此模型最早是由惠普公司的羅伯特·格雷迪（Robert Grady）及卡斯威爾（Caswell）提出，許多軟體公司已使用FURPS+，FURPS後面的加號可以用來強調各種不同的屬性。

## 延伸閱讀
- Watson, Mike. . Multi-Media Publications Inc. 2006: 117 ff. ISBN 978-1-895186-85-7.
- Kenett, Ron; Baker, Emanuel. . CRC Press. 1999: 130 ff. ISBN 978-0-8247-1733-9.
- Grady, Robert; Caswell, Deborah. . Prentice Hall. 1987: 159. ISBN 0-13-821844-7.
- Grady, Robert. . Prentice Hall. 1992: 32. ISBN 0-13-821844-7.

## 外部連結
- IBM on Furps+（页面存档备份，存于）